# Audi Le Mans quattro
Audi Le Mans quattro — концептуальный спорткар, представленный в 2003 году на автосалоне во Франкфурте в честь трёхкратной успешной победы на соревнованиях 24 часа Ле-Мана в 2000, 2001 и 2002 годах. Это был третий и последний концепт, показанный Audi в 2003 году, после Audi Pikes Peak quattro и Audi Nuvolari quattro. Автомобиль пошел в серию под названием Audi R8.

## Двигатель
Концепт оснащён бензиновым двигателем V10 мощностью 610 л. с. и крутящим моментом 710 Нм, оборудованным двойным турбонаддувом и непосредственным впрыском топлива FSI. Двигатель создан на основе V10 от Gallardo, с таким же объёмом, но другой головкой блока (в новой используется 4 клапана на цилиндр, в старой — 5).
Коробка передач — механическая секвентальная шестиступенчатая.
Масса Audi Le Mans quattro составляет 1530 кг, что заметно больше массы Audi R8 V10 Plus, весом 1454 кг.

## Галерея

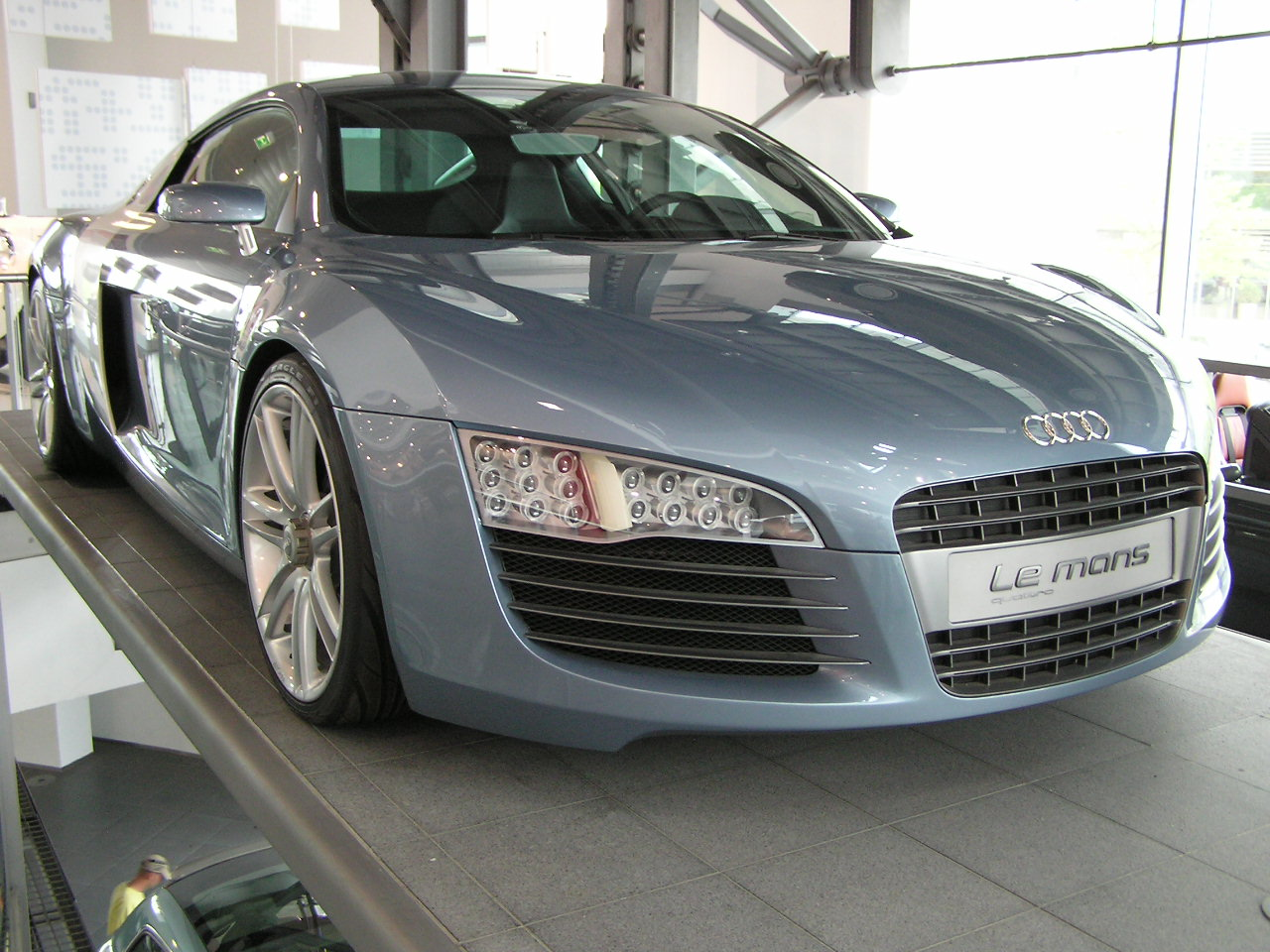
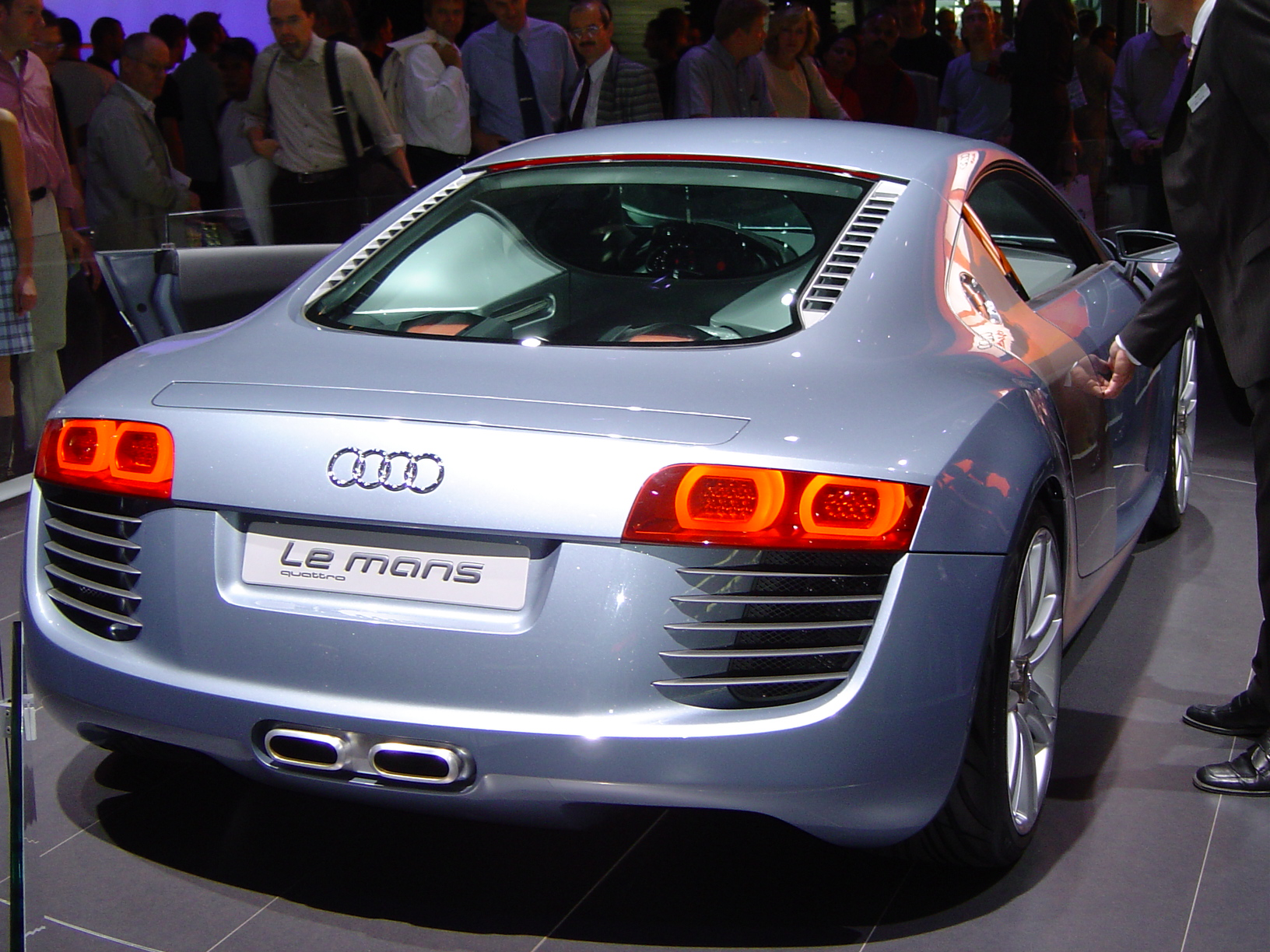

## В культуре
- В видеоиграх Gran Turismo 4 и Gran Turismo 5 присутствует Audi Le Mans quattro[2][3].
- Audi Le Mans quattro был автомобилем главного «босса» видеоигры Need for Speed: Carbon[4].